# Ca l'Orlau
Ca l'Orlau és un mas de Lliçà d'Amunt inclòs en l'Inventari del Patrimoni Arquitectònic de Catalunya.

## Descripció
Ca l'Orlau és una masia d'estructura complexa que s'ha anat adaptant a les necessitats de la vida agrícola i ramadera dels estadants, aprofitant les èpoques de bonança econòmica. Es tracta d'un edifici de planta quadrada amb coberta de tres vessants, sobre la qual s'eleva un cos de carener paral·lel a la façana amb coberta a dues vessants. Al costat que mira a l'est, s'hi va adossar un cos que segueix la mateixa estructura de la resta de l'edifici.
Al segle xix es va modificar la façana principal, afegint-hi una cornisa motllurada que deixa al vent els dos extrems superiors, ja que al seu darrere no hi ha cap estructura que es correspongui amb noves estances. Consta de planta baixa, pis i golfes. La coberta és de teula àrab. La façana està arrebossada i encara conserva un bonic rellotge de sol.
La porta principal és d'arc de mig punt fet amb dovelles de pedra molt ben tallades. Les finestres del primer pis són de llinda plana sense decorar i ampits motllurats, però només la de l'esquerra mostra un motiu decoratiu fet a base de dentells.

## Història
Ja al segle xix, era una propietat de la família Puig de Samalús, la qual també posseïa can Dunyó, el mas veí. La família Puig va convertir-se en una de les principals nissagues de propietaris rurals de la comarca. Per aquest motiu ca l'Orlau va esdevenir una masoveria. Actualment encara manté una tasca agropecuària.

## Situació
Masia situada al límit sud-est de Lliçà d'Amunt. Les terres del mas entren a la població veïna de Lliçà de Vall, fent partió amb les del mas Torres.